# Punta Sorapiss
Sorapiss – masyw górski we włoskich Dolomitach. Składa się z trzech szczytów: Punta Sorapiss (3205 m), Croda Marcora (3154 m) i Tre Sorelle (3005 m), wszystkie 3 należą do jednych z najwyższych w Dolomitach. U podnóży grupy znajduje się jezioro Lago di Misurina położone na wysokości 1754 m.
Masyw znajduje się na południowy zachód od słynnej miejscowości Cortina d’Ampezzo. Pierwszego wejścia dokonał austriacki wspinacz Paul Grohmann w 1864 r.